# Wake Up!
Wake Up! Music Album with His Words and Prayers es un álbum de rock del Papa Francisco lanzado el 27 de noviembre de 2015 en Believe Digital. El álbum está formado por las palabras del Papa Francisco grabadas en numerosos lugares del mundo, entre 2013 y 2015, con música acompañantes de rezos e himnos por diversos productores y artistas italianos.

## Producción
Las canciones tuvieron aportes de varios artistas y productores italianos, entre ellos Don Giulio Neroni, Giorgio Kriegsch, Mite Balduzzi, Giuseppe Dati, Lorenzo Piscopo, director orquestal Dino Doni, y miembro oficial de la banda italiana de rock progresivo Le Orme, Tony Pagliuca. El álbum fue lanzado a través del sello Believe Digital.

## Lanzamiento
El primer track del álbum fue "Wake Up! Go! Go! Forward!", dado a conocer el 26 de septiembre de 2015.

## Lista de canciones[4]
| N.º | Título                               | Lugar y fecha del discurso.                                                                  | Duración |  |
| 1.  | «Annuntio Vobis Gaudium Magnum!»     | Ciudad del Vaticano el 13 de marzo de 2013                                                   | 6:53     |  |
| 2.  | «Salve Regina»                       | Río de Janeiro, Brasil el 25 de julio de 2013 y Cagliari, Italia el 22 de septiembre de 2013 | 5:17     |  |
| 3.  | «Cuidar el planeta»                  | Roma, Italia el 20 de noviembre de 2014                                                      | 4:46     |  |
| 4.  | «¿Por qué tienes los niños?»         | Manila, Filipinas el 18 de enero de 2015                                                     | 5:20     |  |
| 5.  | «Non lasciatevi rubare la speranza!» | Ciudad del Vaticano el 7 de junio de 2013                                                    | 3:57     |  |
| 6.  | «¡La Iglesia no puede ser una ONG!»  | Río de Janeiro, Brasil el 25 de julio de 2013                                                | 4:49     |  |
| 7.  | «Wake Up! Go! Go! Forward!»          | Corea del Sur, 17 de agosto de 2014                                                          | 5:12     |  |
| 8.  | «¡La fe es entera, no se licúa!»     | Río de Janeiro, Brasil el 25 de julio de 2013                                                | 4:32     |  |
| 9.  | «Pace! Fratelli!»                    | Ciudad del Vaticano el 8 de junio de 2014                                                    | 5:52     |  |